# Macintosh IIci
Le Macintosh IIci est une évolution du Macintosh IIcx, dont il partage le même boîtier compact. Il était le premier Macintosh à intégrer une mémoire ROM 32 bit clean, une mémoire cache de niveau 2 (optionnelle) et le premier Macintosh au format tour à avoir une carte vidéo intégrée. Celle-ci gérait la couleur et l'on pouvait atteindre une définition de 640 par 480 pixels. Son processeur Motorola 68030 atteignait en outre la fréquence d'horloge de 25 MHz, contre 16 MHz pour les précédents Macintosh.